# Məhəmməd Əbdülhəmidov
Məhəmməd Əbdülhəmidov (russisch Магоме́д Ази́зович Абдулхами́дов, Magomed Asisowitsch Abdulchamidow; * 16. November 1986 in Machatschkala, Dagestanische ASSR, Russische SFSR, Sowjetunion) ist ein türkischer Boxer im Fliegengewicht. Er kämpfte bis 2010 für Russland und dann bis 2014 für Aserbaidschan. Für letzteres Land nahm er im Bantamgewicht an den Olympischen Spielen 2012 teil.

## Boxkarriere
Der ca. 1,67 m große Linksausleger ging ab 2005 für Russland an den Start. Dabei wurde er noch 2005 Russischer Vizemeister und gewann die Silbermedaille beim Anwar Chowdhry Tournament in Baku. Er war dabei im Finale gegen den späteren zweifachen Weltmeister und zweifachen Olympiasieger Zhou Shiming ausgeschieden. Beim Multinations Tournament 2005 in Irland, unterlag er zudem knapp gegen den dreifachen EU-Meister David Joyce (29:29+).
2006 erreichte er den dritten Platz bei den Russischen Meisterschaften und gewann das spanische Boxam-Tournament in Lanzarote. Dabei besiegte er Semen Sakarides aus Zypern (5:0), den späteren zweifachen Europameister und Vize-Weltmeister Andrew Selby aus Wales (35:19) und im Finale den olympischen Medaillengewinner Vincenzo Picardi aus Italien (40:18).
2007 wurde er erneut Russischer Vizemeister und nahm an den Militärweltspielen in Indien teil, wo er jedoch knapp gegen den Südkoreaner Lee Dong-won (8:9) auf dem 7. Platz ausschied. Bei einem Olympic Games Test Event in Peking 2007, verlor er in der Vorrunde gegen Chatchai Butdee aus Thailand.
2008 wurde er Russischer Meister mit Finalsieg gegen Michail Alojan. Er nahm anschließend an den Europameisterschaften 2008 in Liverpool teil, wo er jedoch noch im ersten Kampf gegen den Spanier Francisco Torrijos disqualifiziert wurde. 2009 erzielte er nur einen bedeutenden Erfolg, als er beim Chemiepokal-Turnier in Deutschland eine Bronzemedaille erstritt.
Ab 2010 boxte er für Aserbaidschan und gewann noch im gleichen Jahr die Aserbaidschanische Meisterschaft durch Finalsieg gegen Michat Seidow. Bei den Europameisterschaften 2010 in Moskau stieg er kampflos im Viertelfinale aus und erreichte somit einen siebenten Rang. Für das Team „Azerbaijan Baku Fires“ kämpfte er von 2010 bis 2014 in der World Series of Boxing (WSB) und gewann dabei jeden seiner acht Kämpfe, darunter gegen die beiden Olympiateilnehmer Dennis Ceylan und Łukasz Maszczyk.
2011 gewann er die Goldmedaille beim World Cup of Petroleum Countries im russischen Surgut und nahm 2012 an der europäischen Olympiaqualifikation in Trabzon teil. Dort kam er durch Siege gegen den Slowaken Michal Zatorsky, den Deutschen Denis Makarov und den Georgier Merab Turkadze ins Finale, wodurch er sich automatisch für die Olympischen Spiele 2012 in London qualifiziert hatte. Zum Finalkampf gegen den Ukrainer Pawlo Ischtschenko, trat er anschließend nicht mehr an. Dafür verlor er noch bei einem Turnier in Minsk gegen den russischen Weltmeister Sergei Wodopjanow knapp mit 8:8+.
Bei den Olympischen Spielen 2012 erhielt er ein glückliches Freilos für die Vorrunde und durfte somit gleich im Achtelfinale einsteigen. Dort traf er auf den Japaner Satoshi Shimizu, Drittplatzierter der asiatischen Olympiaqualifikation 2012 in Astana. Əbdülhəmidov war in den ersten beiden Runden der deutlich bessere Boxer und gewann die Runden mit 4:2 und 8:3, wobei er in der ersten Runde auch einen Niederschlag gegen Shimizu erzielte. Zudem wurde der Japaner in der zweiten Runde nach einem schweren Treffer angezählt. Mit einem Punktevorsprung von 12:5 startete Əbdülhəmidov in die dritte und damit letzte Runde, schien jedoch plötzlich konditionell einzubrechen und ging im weiteren Kampfverlauf sechsmal zu Boden, wobei er weder aus dem Kampf genommen, noch regelkonform angezählt wurde. Am Ende wurde Əbdülhəmidov überraschend mit 22:17 zum Sieger erklärt, wogegen das japanische Team Protest einlegte. Der Boxweltverband AIBA hob das Urteil anschließend auf und bestimmte Shimizu zum Sieger durch Überlegenheit. Der turkmenische Ringrichter und ein aserbaidschanischer Funktionär der AIBA wurden wegen Bestechungsvorwürfen suspendiert.
Seit Anfang 2014 boxt Məhəmməd Əbdülhəmidov unter türkischer Flagge. Im November 2014 gewann er mit drei Siegen den Governor Cup in Sankt Petersburg.